# Gimat
Gimat é uma comuna francesa na região administrativa de Occitânia, no departamento de Tarn-et-Garonne. Estende-se por uma área de 10,1 km². Em 2010 a comuna tinha 241 habitantes (densidade: 23,9 hab./km²).